# Tierra Caliente
Tierra Caliente es una región geográfica, histórica, económica y cultural de México conformada por los estados de Michoacán, Guerrero y Estado de México.
Se divide en la Tierra Caliente Guerrerense, la Tierra Caliente Michoacana y la Tierra Caliente Mexiquense.

## Clima
La región de Tierra Caliente tiene un clima seco muy cálido, con temperaturas mínimas de 34 °C (se han llegado a registrar temperaturas extremas superiores a 50 °C en el mes de mayo en los municipios de Zirándaro, Huetamo y Pungarabato), lo que hace de esta región una de las más cálidas del país; mientras tanto, en invierno tiende a disminuir hasta los 35 °C.
| Parámetros climáticos promedio de Huetamo de Núñez, Huetamo, Michoacán | Parámetros climáticos promedio de Huetamo de Núñez, Huetamo, Michoacán | Parámetros climáticos promedio de Huetamo de Núñez, Huetamo, Michoacán | Parámetros climáticos promedio de Huetamo de Núñez, Huetamo, Michoacán | Parámetros climáticos promedio de Huetamo de Núñez, Huetamo, Michoacán | Parámetros climáticos promedio de Huetamo de Núñez, Huetamo, Michoacán | Parámetros climáticos promedio de Huetamo de Núñez, Huetamo, Michoacán | Parámetros climáticos promedio de Huetamo de Núñez, Huetamo, Michoacán | Parámetros climáticos promedio de Huetamo de Núñez, Huetamo, Michoacán | Parámetros climáticos promedio de Huetamo de Núñez, Huetamo, Michoacán | Parámetros climáticos promedio de Huetamo de Núñez, Huetamo, Michoacán | Parámetros climáticos promedio de Huetamo de Núñez, Huetamo, Michoacán | Parámetros climáticos promedio de Huetamo de Núñez, Huetamo, Michoacán | Parámetros climáticos promedio de Huetamo de Núñez, Huetamo, Michoacán |
| Mes                                                                    | Ene.                                                                   | Feb.                                                                   | Mar.                                                                   | Abr.                                                                   | May.                                                                   | Jun.                                                                   | Jul.                                                                   | Ago.                                                                   | Sep.                                                                   | Oct.                                                                   | Nov.                                                                   | Dic.                                                                   | Anual                                                                  |
| ---------------------------------------------------------------------- | ---------------------------------------------------------------------- | ---------------------------------------------------------------------- | ---------------------------------------------------------------------- | ---------------------------------------------------------------------- | ---------------------------------------------------------------------- | ---------------------------------------------------------------------- | ---------------------------------------------------------------------- | ---------------------------------------------------------------------- | ---------------------------------------------------------------------- | ---------------------------------------------------------------------- | ---------------------------------------------------------------------- | ---------------------------------------------------------------------- | ---------------------------------------------------------------------- |
| Temp. máx. abs. (°C)                                                   | 48.0                                                                   | 45.0                                                                   | 50.0                                                                   | 48.5                                                                   | 49.5                                                                   | 48.0                                                                   | 43.5                                                                   | 45.5                                                                   | 44.0                                                                   | 44.0                                                                   | 45.0                                                                   | 45.0                                                                   | 50.0                                                                   |
| Temp. máx. media (°C)                                                  | 36.0                                                                   | 37.1                                                                   | 39.1                                                                   | 41.2                                                                   | 41.8                                                                   | 38.4                                                                   | 35.5                                                                   | 35.3                                                                   | 35.1                                                                   | 35.8                                                                   | 36.6                                                                   | 36.2                                                                   | 37.3                                                                   |
| Temp. media (°C)                                                       | 26.0                                                                   | 26.9                                                                   | 28.6                                                                   | 31.0                                                                   | 32.4                                                                   | 30.9                                                                   | 28.8                                                                   | 28.7                                                                   | 28.5                                                                   | 28.5                                                                   | 27.7                                                                   | 26.4                                                                   | 28.7                                                                   |
| Temp. mín. media (°C)                                                  | 16.0                                                                   | 16.8                                                                   | 18.2                                                                   | 20.8                                                                   | 23.1                                                                   | 23.4                                                                   | 22.1                                                                   | 22.1                                                                   | 21.9                                                                   | 21.3                                                                   | 18.9                                                                   | 16.6                                                                   | 20.1                                                                   |
| Temp. mín. abs. (°C)                                                   | 9.0                                                                    | 4.0                                                                    | 4.0                                                                    | 3.0                                                                    | 5.0                                                                    | 16.0                                                                   | 16.5                                                                   | 12.0                                                                   | 12.0                                                                   | 11.0                                                                   | 9.0                                                                    | 7.0                                                                    | 3.0                                                                    |
| Precipitación total (mm)                                               | 12.1                                                                   | 4.4                                                                    | 1.4                                                                    | 2.3                                                                    | 19.1                                                                   | 157.0                                                                  | 194.3                                                                  | 172.4                                                                  | 166.4                                                                  | 65.3                                                                   | 13.3                                                                   | 1.2                                                                    | 809.2                                                                  |
| Días de precipitaciones (≥ 1 mm)                                       | 0.8                                                                    | 0.4                                                                    | 0.2                                                                    | 0.2                                                                    | 2.2                                                                    | 10.8                                                                   | 13.9                                                                   | 12.3                                                                   | 11.5                                                                   | 5.5                                                                    | 1.3                                                                    | 0.2                                                                    | 59.3                                                                   |
| Fuente: Servicio Meteorológico Nacional                                |                                                                        |                                                                        |                                                                        |                                                                        |                                                                        |                                                                        |                                                                        |                                                                        |                                                                        |                                                                        |                                                                        |                                                                        |                                                                        |

| Parámetros climáticos promedio de Ciudad Altamirano, Pungarabato, Guerrero | Parámetros climáticos promedio de Ciudad Altamirano, Pungarabato, Guerrero | Parámetros climáticos promedio de Ciudad Altamirano, Pungarabato, Guerrero | Parámetros climáticos promedio de Ciudad Altamirano, Pungarabato, Guerrero | Parámetros climáticos promedio de Ciudad Altamirano, Pungarabato, Guerrero | Parámetros climáticos promedio de Ciudad Altamirano, Pungarabato, Guerrero | Parámetros climáticos promedio de Ciudad Altamirano, Pungarabato, Guerrero | Parámetros climáticos promedio de Ciudad Altamirano, Pungarabato, Guerrero | Parámetros climáticos promedio de Ciudad Altamirano, Pungarabato, Guerrero | Parámetros climáticos promedio de Ciudad Altamirano, Pungarabato, Guerrero | Parámetros climáticos promedio de Ciudad Altamirano, Pungarabato, Guerrero | Parámetros climáticos promedio de Ciudad Altamirano, Pungarabato, Guerrero | Parámetros climáticos promedio de Ciudad Altamirano, Pungarabato, Guerrero | Parámetros climáticos promedio de Ciudad Altamirano, Pungarabato, Guerrero |
| Mes                                                                        | Ene.                                                                       | Feb.                                                                       | Mar.                                                                       | Abr.                                                                       | May.                                                                       | Jun.                                                                       | Jul.                                                                       | Ago.                                                                       | Sep.                                                                       | Oct.                                                                       | Nov.                                                                       | Dic.                                                                       | Anual                                                                      |
| -------------------------------------------------------------------------- | -------------------------------------------------------------------------- | -------------------------------------------------------------------------- | -------------------------------------------------------------------------- | -------------------------------------------------------------------------- | -------------------------------------------------------------------------- | -------------------------------------------------------------------------- | -------------------------------------------------------------------------- | -------------------------------------------------------------------------- | -------------------------------------------------------------------------- | -------------------------------------------------------------------------- | -------------------------------------------------------------------------- | -------------------------------------------------------------------------- | -------------------------------------------------------------------------- |
| Temp. máx. abs. (°C)                                                       | 43.0                                                                       | 41.0                                                                       | 43.0                                                                       | 44.0                                                                       | 46.0                                                                       | 47.0                                                                       | 41.0                                                                       | 41.5                                                                       | 39.0                                                                       | 41.0                                                                       | 40.5                                                                       | 39.5                                                                       | 47.0                                                                       |
| Temp. máx. media (°C)                                                      | 34.0                                                                       | 35.9                                                                       | 38.4                                                                       | 40.3                                                                       | 40.3                                                                       | 36.7                                                                       | 33.7                                                                       | 33.1                                                                       | 32.7                                                                       | 33.6                                                                       | 34.3                                                                       | 33.6                                                                       | 35.6                                                                       |
| Temp. media (°C)                                                           | 25.4                                                                       | 27.1                                                                       | 29.5                                                                       | 31.7                                                                       | 32.5                                                                       | 30.2                                                                       | 27.9                                                                       | 27.5                                                                       | 27.4                                                                       | 27.6                                                                       | 26.8                                                                       | 25.4                                                                       | 28.3                                                                       |
| Temp. mín. media (°C)                                                      | 16.8                                                                       | 18.3                                                                       | 20.6                                                                       | 23.1                                                                       | 24.7                                                                       | 23.6                                                                       | 22.1                                                                       | 21.9                                                                       | 22.0                                                                       | 21.6                                                                       | 19.3                                                                       | 17.1                                                                       | 20.9                                                                       |
| Temp. mín. abs. (°C)                                                       | 9.0                                                                        | 8.0                                                                        | 11.0                                                                       | 11.5                                                                       | 11.5                                                                       | 13.5                                                                       | 14.5                                                                       | 15.0                                                                       | 14.0                                                                       | 10.0                                                                       | 10.0                                                                       | 4.5                                                                        | 4.5                                                                        |
| Precipitación total (mm)                                                   | 12.6                                                                       | 4.2                                                                        | 1.8                                                                        | 2.1                                                                        | 35.8                                                                       | 195.5                                                                      | 240.6                                                                      | 233.6                                                                      | 195.2                                                                      | 75.2                                                                       | 12.0                                                                       | 3.5                                                                        | 1012.1                                                                     |
| Días de precipitaciones (≥ 1 mm)                                           | 1.0                                                                        | 0.4                                                                        | 0.3                                                                        | 0.6                                                                        | 3.6                                                                        | 14.3                                                                       | 18.0                                                                       | 17.1                                                                       | 15.9                                                                       | 7.3                                                                        | 1.6                                                                        | 0.6                                                                        | 80.7                                                                       |
| Fuente: Servicio Meteorológico Nacional                                    |                                                                            |                                                                            |                                                                            |                                                                            |                                                                            |                                                                            |                                                                            |                                                                            |                                                                            |                                                                            |                                                                            |                                                                            |                                                                            |

## Heladas
Con excepción de la parte más baja de Tierra Caliente, en la Cuenca del Balsas-Tepalcatepec no se registran heladas, cuya intensidad disminuye a medida que el clima se torna más cálido y no afecta esta parte más baja.

## Precipitación pluvial
En la región Tierra Caliente en general la lluvia es muy escasa todo el año; la lluvia se presenta en los meses de verano, inicia a finales de junio y termina en septiembre, con una precipitación promedio de 600 mm anuales; se han registrado valores inferiores a 400 mm en las áreas de menor altitud de los municipios de San Lucas, Huetamo y Tepalcatepec, ubicados en Michoacán; en Guerrero, en los municipios de Zirándaro, Arcelia y en Ciudad Altamirano.

## Humedad relativa
La humedad de la región es muy baja, inferior a 25%, excepto en temporada de lluvias, cuando se puede apreciar la sensación del aire húmedo (50%), pero la mayor parte del año el aire de la región es muy caliente y seco.

## Flora y fauna

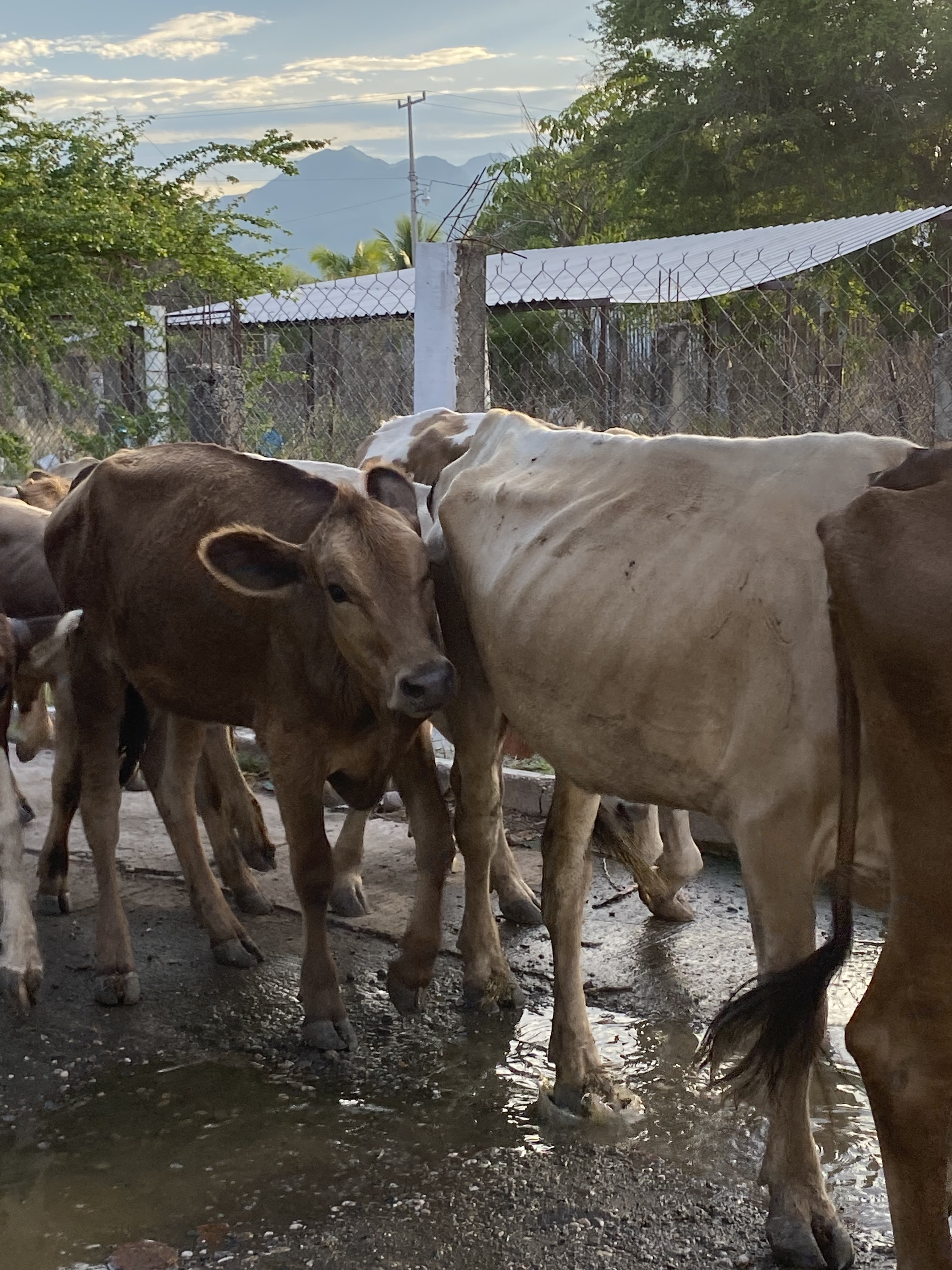
Ganado

Flora: compuesta por mezquites, cueramo, pino, encino, cedro, cedro rojo, huizache, cuirindal, cacanicua, parota, tepeguaje, ceiba, tepemesquite, palma, cascalote (se vende para la cerveza) y en su mayoría una gran variedad de cactus.
Fauna: ganado, caballos, mulas, burros, venado, zorro, armadillo, conejo, coyote, águila, cuervo, gavilán, codorniz, perico, urraca, víbora de cascabel, cuinique, carpa, mojarra, escorpión, tejón, iguana, cuija, puma, zopilote y tlacuache, jaguarundí, onza. Lagarto cornudo, phrynosoma, chachalaca, xoloitzcuintle, caimán, tilapia, langostino de agua dulce.
La flora y fauna puede variar dependiendo de la zona geográfica.

## Geografía

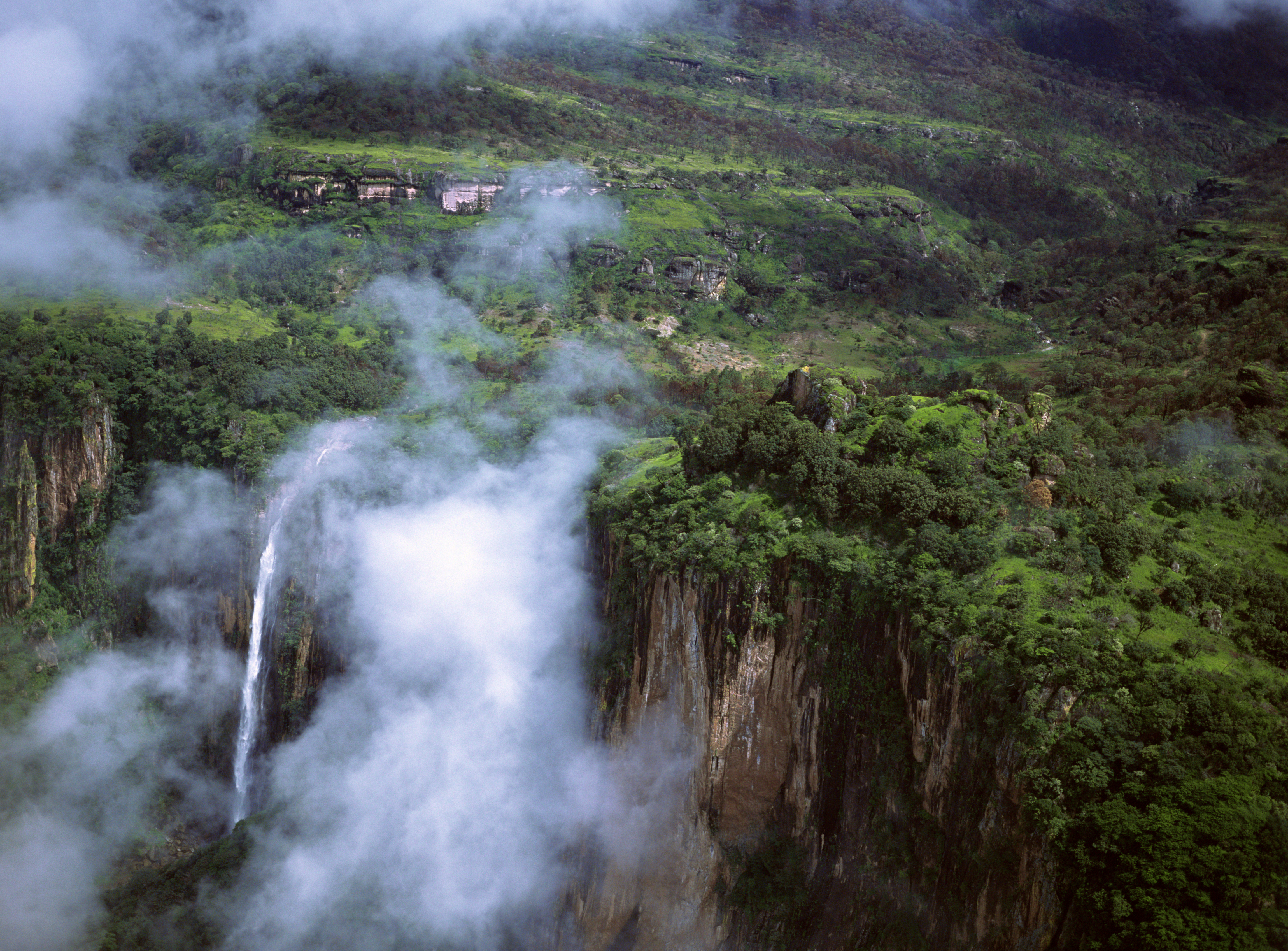
Cascada de la Sierra de Nachititla.

En Guerrero, la región de Tierra Caliente se ubica al nor-poniente de la entidad. Los límites territoriales de toda la región son: al norte con el estado de Michoacán y el Estado de México, al noreste con el Estado de México y la región Norte, al noroeste con el estado de Michoacán, al oeste con la región de la Costa Grande, al oriente con la región Norte y Centro, y al sur con la región de Costa Grande. Hacia el centro de la región el relieve es mayoritariamente plano oscilando su altura entre los 200 y 300 metros de altitud, mientras que más hacia el sur el terreno se muestra más accidentado y con mayor altitud por las estribaciones de la Sierra Madre del Sur. Las elevaciones que presentan la mayores altitudes son el Cerro El Gallo con 1740 metros sobre el nivel del mar, el Cerro Azul con 1660 msnm, el Cerro Tinoco con 1400 msnm y el Cerro Chiquihuitero con 1340 msnm.
Tierra Caliente se localiza dentro de la región hidrológica del Balsas, donde la conforman cuatro cuencas, la del Río Balsas-Zirándaro que cubre la mayor parte del territorio de la región y se extiende en una pequeña porción de la región Norte, la del Río Balsas-Infiernillo que solo abarca una media porción del municipio de Zirándaro, la del Río Cutzamala que cubre la parte norte de la región y la del Río Balsas-Mezcala que se extiende de la región Norte en la porción oriental de la región en territorios de los municipios de Arcelia y San Miguel Totolapan. Algunas corrientes de importancia que descienden al Balsas son el río Otatlán, el río Ajuchitlán, el río Oro y el río Guayameo.

### Municipios

#### Michoacán

Mapa de Tierra Caliente en el estado de Michoacán.

En el estado de Michoacán está conformada por 16 municipios:
- Carácuaro
- Churumuco
- Huetamo
- Nocupétaro
- San Lucas
- Múgica
- Tiquicheo
- La Huacana
- Turicato
- Tuzantla
- Apatzingán
- Parácuaro
- Gabriel Zamora
- Buenavista Tomatlán
- Tepalcatepec
- Aguililla

#### Guerrero

Mapa de los municipios que integran la Tierra Caliente de Guerrero.

En el estado de Guerrero está conformada por 9 municipios:
- Ajuchitlán del Progreso
- Arcelia
- Coyuca de Catalán
- Cutzamala de Pinzón
- Pungarabato
- San Miguel Totolapan
- Tlalchapa
- Tlapehuala
- Zirándaro

#### Estado de México

Municipios que integran la región de Tierra Caliente del Estado de México.

En el Estado de México está conformada por varios municipios, entre otros:
- Tejupilco de Hidalgo
- Tlatlaya
- Amatepec
- Luvianos
- Zacazonapan
- Temascaltepec
- San Martín Otzoloapan
- Santo Tomás de los Plátanos
- Santiago Texcaltitlán
- Almoloya
- Sultepec
- Zacualpan

## Cultura
Crónicas de Tierra Caliente del Ing. Alfredo Mundo Fernández, y Cutzamala, magia de un pueblo del mismo autor, dicen que los grandes pueblos de la Tierra Caliente guerrerense (Ajuchitlán, Coyuca, Cutzamala, Tlalchapa, Totolapan y Zirándaro) fueron fundados por la sabia cultura de los Mezcala según recientes investigaciones del INAH. 
Los Mezcala, de la familia otomí y teotihuacana, llegan a la Tierra Caliente en 400 d. C. y empiezan a fundar pueblos desde Tepecoacuilco sobre las orillas del río Mezcala o Balsas; los construyen en lo alto de las lomas y ahí adoraban a los dioses, y como ejemplos clásicos son Cutzamala y Pungarabato el original. 
A fines del siglo XII, un grupo de Toltecas que huyó del incendio de Tula, narra el Códice Jucutácato, llega al hoy Cutzamala encabezados por una mujer legendaria y valiente llamada Cutzamalot; les enseñan la metalurgia y el tocado vistoso de las figuras. 
Sigue diciendo el citado libro que en el siglo XV los Tarascos conquistan a los pueblos de Tierra Caliente que en el Códice La Relación de Michoacán del año 1538 le dice sus nombres antiguos: Apatzingani es Cutzamala, Pungarihuato es Pungarabato, Cuyucan es Coyuca, Sirándaro es Zirándaro y Tzacapuhoato es Zacapuato. El rey tarasco Tzitzipandacuare en el año 1480 instala en Apatzingani (hoy Cutzamala) una guarnición de diez mil guerreros para defender a la Tierra Caliente, en su poder, de los aztecas que Axayácatl tenía en cinco fuertes de Oztuma. Esta guerra imperial entre Cutzamala y Oztuma fue del año 1480 al año 1520 en que los tarascos toman a los cinco fuertes aztecas. 
Los citados libros del Ing. Alfredo Mundo Fernández dicen que en la guerra de Independencia participan activamente Cutzamala, Ajuchitlán, Tlalchapa y Zirándaro. En diciembre del año 1813, Morelos reúne en Cutzamala a sus oficiales los Generales Mariano Matamoros, Hermenegildo Galeana y Nicolás Bravo con 6900 hombres para atacar a Valladolid; luego en mayo del año 1815, el Generalísimo Morelos festeja solemnemente en Cutzamala el Día de Corpus, escuchando misa en la monumental iglesia junto al padre Fray Tomás Pons que la oficia; en la tarde admira la Procesión en la plaza y al día siguiente le ofrecen un banquete. 
En la Reforma destaca Cutzamala con el Sitio del año 1860, de mayo a junio, al que asisten 4500 hombres de la División del Sur del Gral. Diego Álvarez para desalojar a los Conservadores. El presidente Benito Juárez estuvo al pendiente del éxito de ese sitio que fue uno de los más importantes de la Reforma. En la Revolución Mexicana participan todos los pueblos de la Tierra Caliente guerrerense. 
En el siglo XIX, surgen el gusto y el son como resultado de la unión de elementos musicales llegados de España con los de México, dicen los libros del Ing. Mundo Fernández, gracias al ingenio del célebre corralense Maestro Juan Bartolo Tavira de Corral Falso en Ajuchitlán. La primera composición de ese género, de su autoría, fue el Gusto Federal con vivencias de su juventud en las fuerzas del Gral. José María Arteaga en Huetamo. El Maestro Juan Bartolo tiene muchísimas composiciones e influye en su seguidor el Maestro Isaías Salmerón y otros. 
Destacan el Dr. Ignacio Chávez de Zirándaro, fundador del Instituto de Cardiología en México; el Dr. Eusebio S. Almonte de Cutzamala como periodista, poeta y revolucionario; políticos de Coyuca como Ezequiel Padilla, Carlos Román Celis; otro político de Ajuchitlán fue J. Inocente Lugo; en Tlalchapa los escritores y Maestros Victoriano Agüeros y Celedonio Serrano; etc. 
Mientras que la Ciudad Altamirano destaca como el centro comercial más importante de la región, Cutzamala lo hace como un centro histórico y cultural con sus bellas casonas vernáculas que han causado admiración en la secretaría de Turismo y en el Instituto Nacional de Antropología e Historia, además de su hermosísima iglesia a la que Morelos calificó como la mejor de Tierra Caliente y construida del año 1555 al año 1565, de arquitectura plateresca, tipo castillo feudal. Cutzamala tramita el nombramiento de Pueblo Mágico.
Los "sones y gustos calentanos", típicos en la región, acompañados del violín, la guitarra y la tamborita calentana, representan la música tradicional de la Tierra Caliente.
Los calentanos utilizan algunas palabras que los identifican en el país, entre ellas las más comunes son "cocho" y "guache". La primera posee diversos significados según la forma en que se emplee, y la segunda se usa como una analogía de "niño".

## Personajes destacados
Uno de los iconos religiosos históricamente más venerados en la región es Fray Juan Bautista Moya, quien durante su estancia en la región entre los años 1533 y 1567 evangelizó numerosas poblaciones, construyó edificios que servirían de templos e iglesias y así también otros que albergarían a hospitales y escuelas; por su labor misionera y méritos milagrosos es conocido como el Apóstol de Tierra Caliente.
Entre los calentanos más destacados se puede señalar al precursor de la cardiología en México y ex rector de la Universidad Nacional Autónoma de México (UNAM) Ignacio Chávez, a Ezequiel Padilla Peñaloza quien fue procurador de la República, embajador de México, secretario de Estado, fundador de la Escuela Libre de Derecho de México, candidato a la Presidencia de la República y, según Salvador Novo, el "mejor orador de México". También al futbolista Manuel Negrete, ex jugador de la Selección Mexicana y considerado por la FIFA como el quinto mejor goleador en la historia de los mundiales, la célebre actriz Fanny Cano, los violinistas Isaías Salmerón Pastenes, Juan Reynoso, Ángel Tavira, y la ex Primera Dama de México, la Maestra Eva Sámano Bishop, esposa del Adolfo López Mateos, y llamada "La Maestra de México", entre otros más. Vicente Guerrero, etc.

### Guerrero
- Juan Bartolo Tavira (1847-1929), compositor.
- José Inocente Lugo (1871-1963), político, revolucionario, constituyente de 1917, Condecorado con la medalla Belisario Domínguez.
- Cipriano Jaimes Hernández (1885-1928), revolucionario.
- Ezequiel Padilla Peñaloza (1890-1971), político, escritor y diplomático.
- Isaías Salmerón Pastenes (1891-1942), violinista y compositor.
- Ignacio Chávez Sánchez (1897-1981), médico cardiólogo, rector de la UNAM entre 1961 y 1966.
- Félix Tavira López (1905-1980), diversos instrumentos, arreglista y compositor.
- Filiberto Salmerón Apolinar (1905-1998), violinista y compositor.
- Eva Sámano Bishop (1911-1984), esposa del expresidente de México Adolfo López Mateos.
- Juan Reynoso Portillo (1912-2007), violinista.
- José Guadalupe Tavira López (1915-1960), diversos instrumentos, compositor, pintor, orfebre, etc
- Zacarías Salmerón (1919-2011), violinista y compositor.
- Carlos Román Celis (1922-1995), político.
- Ángel Tavira (1924-2008), violinista.
- Manuel Negrete (1959-), futbolista, ganador del mejor gol en la historia de la Copa Mundial de Fútbol.
- Orbelín Pineda (1996-), futbolista.
- Antonio Ríos (1988-), futbolista.
- Amelia Sámano Bishop. Destacada Bióloga, fundadora de la Facultad de Ciencias de la UNAM.
- Eutimio Pinzón (1820-1867), héroe de la Reforma, la Intervención Francesa y el Imperio de Maximiliano.
- Dr. Eusebio S. Almonte. Protomártir de la Revolución Mexicana fusilado en 1901 por fuerzas de Porfirio Díaz.
- Luciano Pérez. Teniente Coronel cutzamalteco, insurgente que luchó al lado de Morelos y fusilado en 1812.
- Pepe Albarrán (1921-1994). Compositor cutzamalteco famoso a nivel nacional autor de Caballo Prieto Azabache, La Tumba Abandonada, Ojitos Verdes, Caballo Alazán Lucero, Canto a Guerrero, Que te vas te vas, Uruapan, Ay Tierra Mía (Cutzamala), Leodegario López, Cipriano Jaimes, Los Alegres de Terán, etc.
- José Palacios Gutiérrez, boxeador profesional cutzamalteco, Campeón Nacional de Peso wélter en Tuxtla Gutiérrez, Chiapas en 1975

.
Fuente: para el Gral. Pinzón, Dr. Almonte, Teniente Pérez y Maestro Albarrán los libros "Historia de Tierra Caliente" y "Cutzamala Magia de un Pueblo" del Ing. Alfredo Mundo Fernández.

### Michoacán
- Stella Inda (1917-1995), actriz, profesora y directora de teatro.
- Amalia Mendoza (1923-2001), cantante.
- Xavier López Ferrer (1925-), escritor.
- Martín Urieta (1943-), cantante y compositor.
- Fanny Cano (1944-1983), actriz.
- Juan Gabriel (1950-2016), cantante, compositor y actor.
- Salvador Pineda (1952-), actor.
- Agustín Bernal (1959-2018), actor.
- Elpidia Carrillo (1961-), actriz.
- Daniel Rentería Beiza (1966-), Comentarista deportivo.
- Emilio Mora (1978-), futbolista.
- Carlos Ochoa Mendoza (1978-), futbolista.
- José Guadalupe Cruz (1967-), exfutbolista y actual director técnico.
- Serafín Ibarra Cortez (1959-), violinista y compositor
- Marco Antonio Solís (1959-), Cantante y Compositor

### Estado de México
- Pedro Ascencio de Alquisiras (1778-1821), guerrillero indígena, combatió en el sur del Estado de México por la independencia de México.

## Población
Las 10 ciudades o localidades más pobladas de la Tierra Caliente son las siguientes:
| Puesto | Ciudad/Localidad    | Población | Estado    |
| ------ | ------------------- | --------- | --------- |
| 1      | Apatzingán          | 102 362   | Michoacán |
| 2      | Nueva Italia        | 32 328    | Michoacán |
| 3      | Tejupilco           | 30 967    | México    |
| 4      | Ciudad Altamirano   | 25 850    | Guerrero  |
| 5      | Huetamo             | 23 836    | Michoacán |
| 6      | Arcelia             | 22 534    | Guerrero  |
| 7      | Tepalcatepec        | 17 293    | Michoacán |
| 8      | Lombardía           | 12 309    | Michoacán |
| 9      | Tingambato          | 12 678    | Michoacán |
| 10     | Buenavista Tomatlán | 12 261    | Michoacán |

## Galería

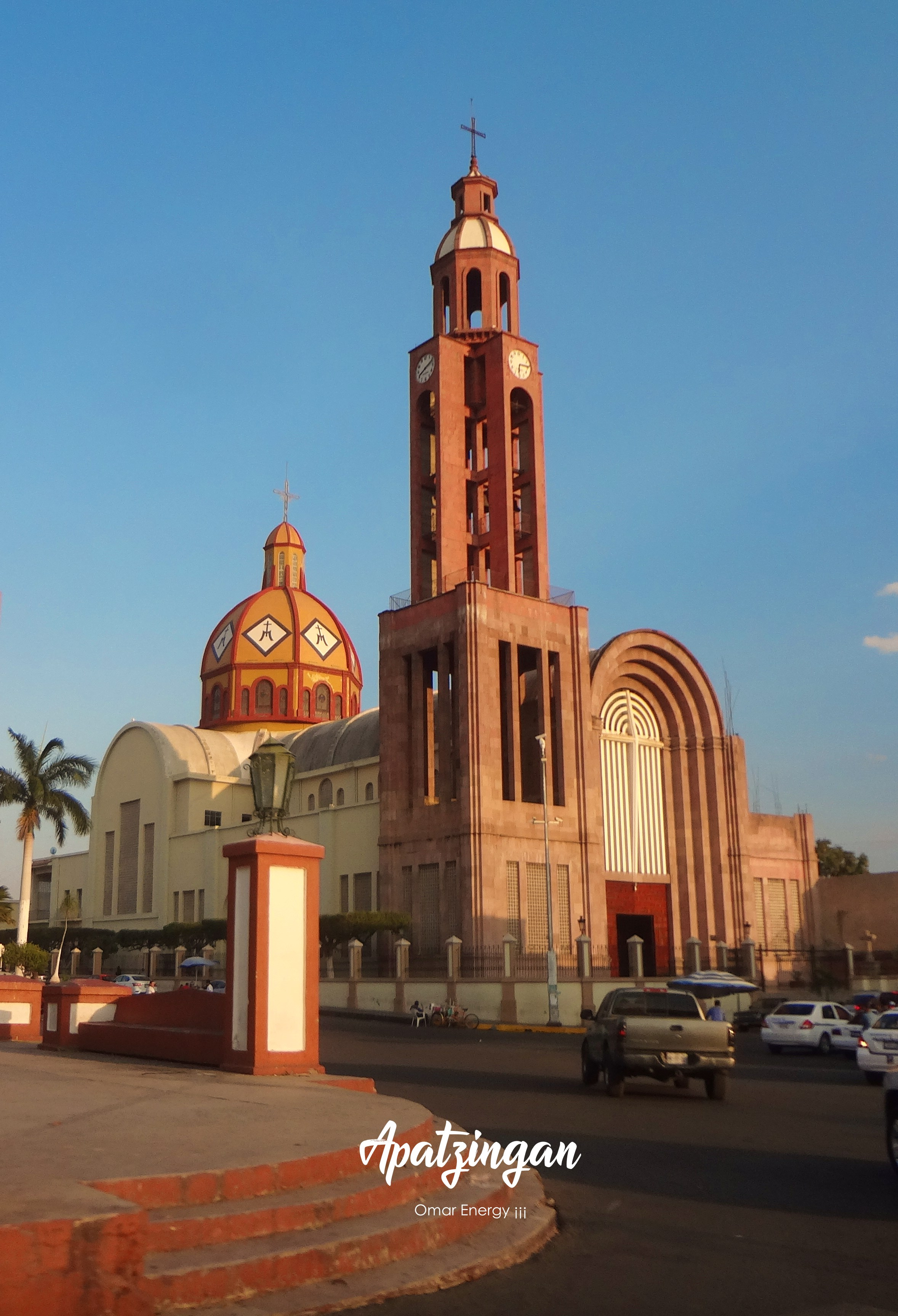
Catedral de Apatzingán
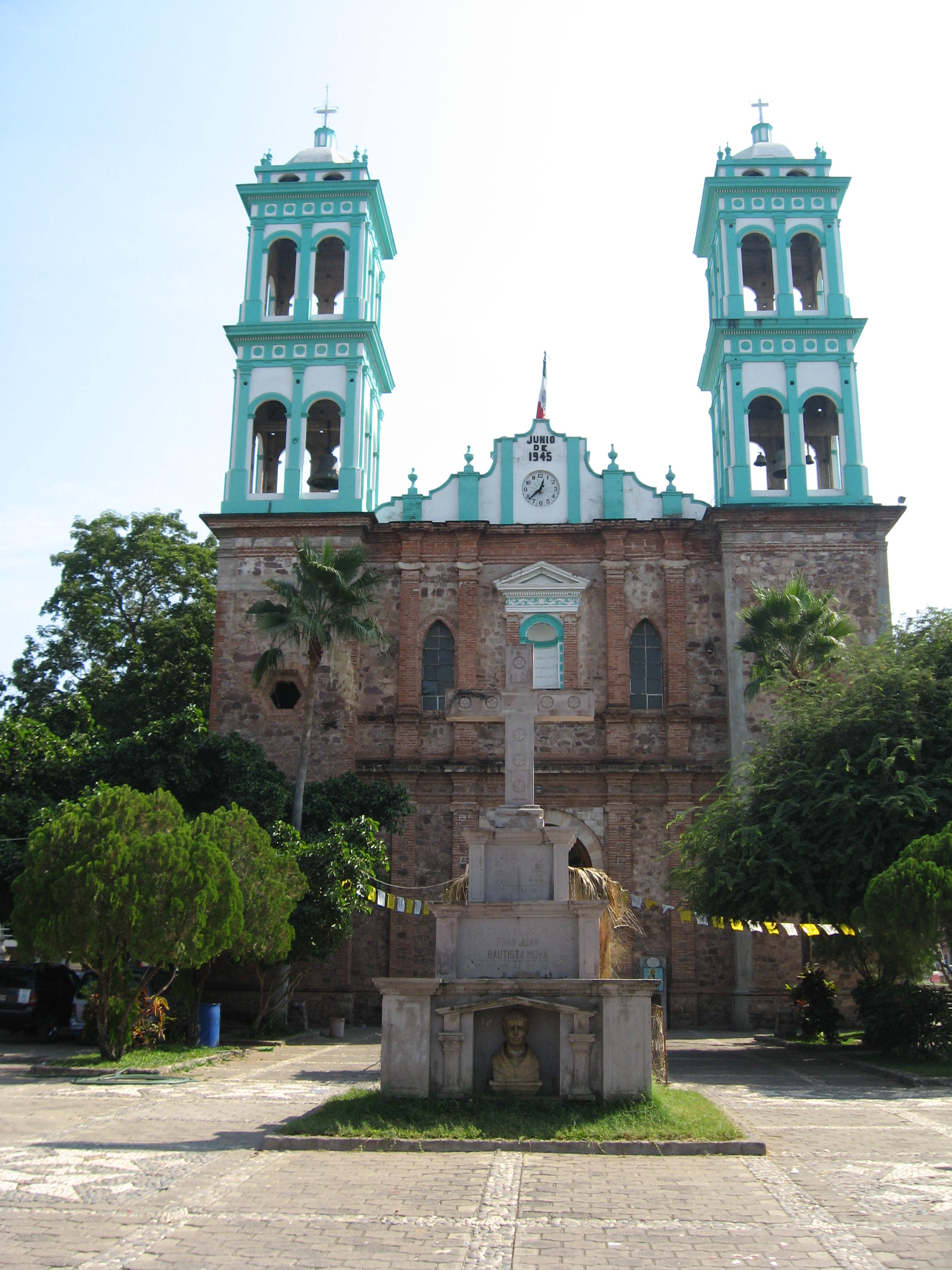
Catedral de San Juan Bautista Pungarabato
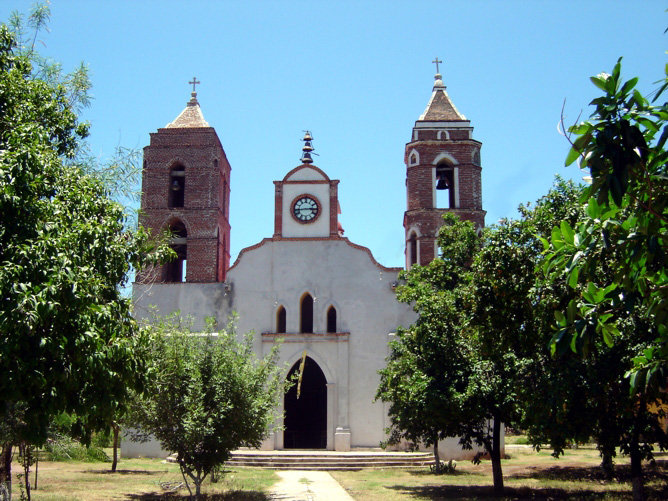
Iglesia de Zirándaro
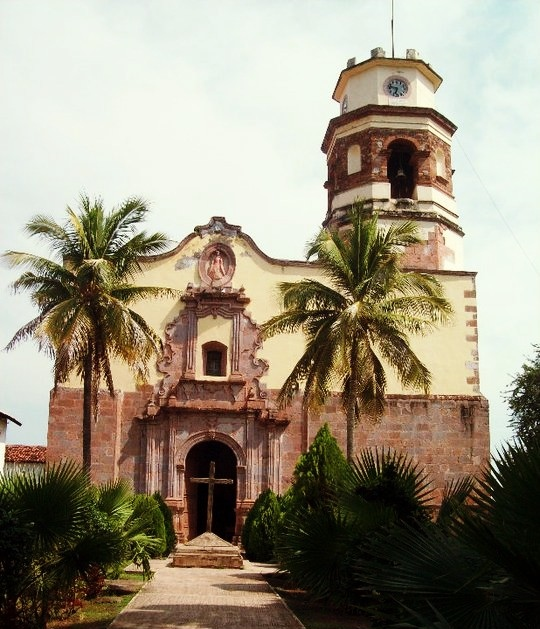
Iglesia de Cutzamala de Pinzón
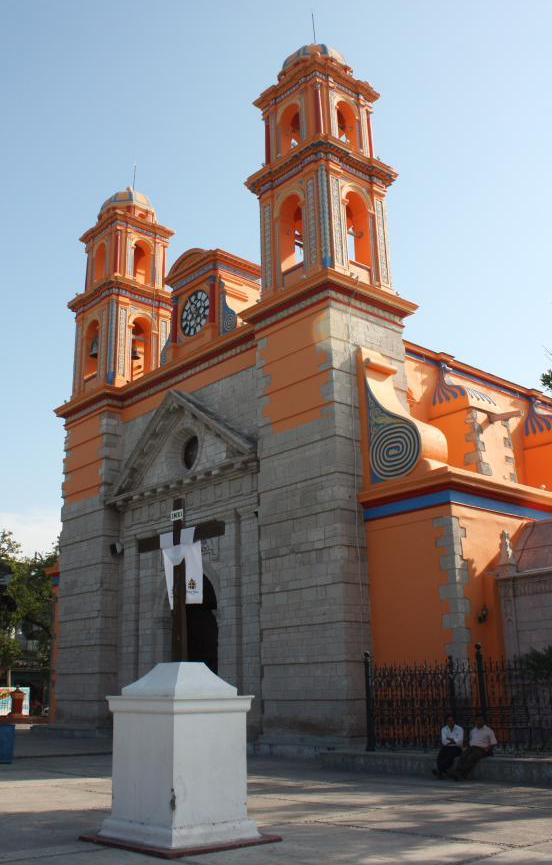
Iglesia de San Francisco de Asís
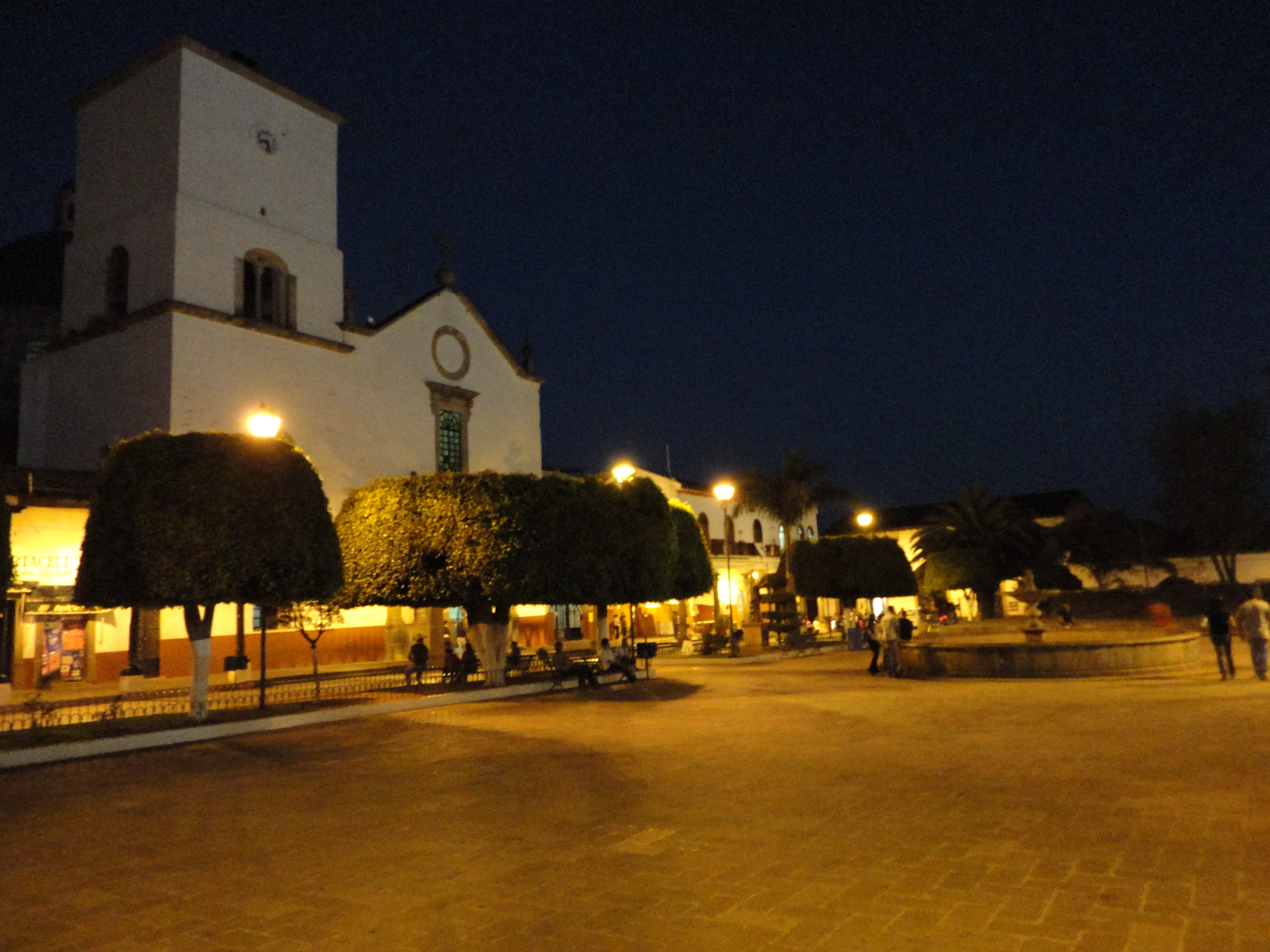
Tacámabro de Codallos
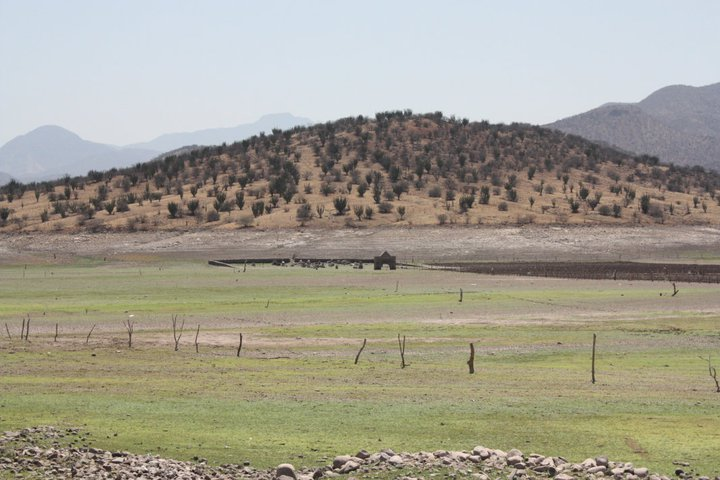
Churumuco viejo